# Giacinto Camillo Maradei
Giacinto Camillo Maradei (Laino, 1º marzo 1639 – Torre Orsaia, 2 settembre 1705) è stato un vescovo cattolico italiano, fu vescovo di Policastro.

## Biografia
Giacinto Camillo Maradei nacque nel 1639  da Filippo e dalla nobildonna Caterina Tufarelli. Suo nonno fu Roberto Maradei, a cui Carlo V, il 6 agosto 1551, concesse un privilegio sulle terre di Laino esteso a tutti i discendenti. 
Avviato alla carriera ecclesiastica, ricevette la prima tonsura il 3 maggio 1652, l'ostiariato e il lettorato il 17 dicembre 1661 e l'accolitato il 21 marzo 1662. Il 23 settembre, nella cappella del palazzo vescovile, ricevette il diaconato da monsignor Gregorio Carafa. Il 25 febbraio 1668 fu ordinato sacerdote. Si laureò in utroque iure; per sei anni fu vicario capitolare della diocesi di Cassano all'Jonio. Ricoprì anche la carica di vicario generale dei vescovi di San Marco Argentano, dell'arcivescovo di Salerno e di monsignor Francesco Pignatelli, arcivescovo di Taranto. 
Papa Innocenzo XI lo nominò protonotario apostolico. Fu anche esaminatore prosinodale, amico personale di Carlo II di Spagna e di papa Innocenzo XII. 
Il 2 aprile 1696 fu eletto vescovo di Policastro. L'8 aprile successivo fu consacrato a Roma dal cardinale Ferdinando d'Adda. Suo vicario generale fu suo fratello Ascanio Maradei. 
Il suo stemma è una sirena bicaudata coronata d'oro sorgente da mare sconfinato e sormontata da tre stelle d'oro a sei raggi. 
La sua ricca biblioteca, donata al Convento dei Cappuccini di Camerota fu trafugata e distrutta dalle truppe francesi nel 1806. Morì il 2 settembre 1705 a Torre Orsaia e il suo corpo fu sepolto sotto il pavimento della navata della Cattedrale di Policastro.

## Genealogia episcopale
La genealogia episcopale è:
- Arcivescovo Dominic Maguire, O.P.
- Cardinale Ferdinando d'Adda
- Vescovo Giacinto Camillo Maradei